# Herbert Samuel, 1:e viscount Samuel
Herbert Louis Samuel, 1:e viscount Samuel, född den 6 november 1870 i Liverpool, död den 2 februari 1963, var en brittisk politiker.

## Biografi
Samuel blev 1902 medlem av underhuset, där han snart gjorde sig bemärkt bland det liberala partiets yngre förmågor. Han blev i december 1905 understatssekreterare i utrikesministeriet i Campbell-Bannermans ministär och behöll under Asquith denna post till juni 1909, då han blev kansler för hertigdömet Lancaster och fick säte i kabinettet. Februari 1910 till februari 1914 var Samuel minister för postväsendet och därefter president i Local Government Board till maj 1915, då han, för att bereda plats åt unionistledarna, vid ministärens ombildning till en koalitionsministär för nationalförsvaret, återgick till postministersysslan (utan säte i kabinettet). Han återinträdde emellertid i detta som inrikesminister i januari 1916, då sir John Simon avgick på grund av sitt motstånd mot regeringens värnpliktsbill, vilken Samuel i ett uppmärksammat anförande i underhuset glänsande försvarade emot Simon. Samuel avgick i december 1916, samtidigt med Asquith, ur koalitionsministären och var därefter 1917–1918 ordförande i en kommitté för granskning ur besparingssynpunkt av statsutgifterna.
Samuel biträdde 1919 som brittisk kommissarie i Belgien vid återupprättandet efter första världskriget av den belgiska industrin. Han utsågs 1920 till high commissioner i mandatområdet Palestina och erhöll samtidigt knightvärdighet. Han var Palestinas styresman till och med juni 1925. Som jude till börden och  sympatiskt stämd mot sioniströrelsen mottogs han av sionisterna med stora förhoppningar. Han lät dem emellertid inte ta ledningen i staten, utan bemödade sig samvetsgrant om sträng opartiskhet i alla styrelsens förhållanden till de båda enligt Palestinas författning likaberättigade folkelementen araber och judar. Energiskt och framgångsrikt strävade han för Palestinas materiella uppryckning. Kort efter sin hemkomst utsågs Samuel till ordförande i en kommission för granskning av den engelska kolindustrins ställning och gruvarbetarnas lönevillkor. År 1929 invaldes han ånyo i underhuset, där han satt kvar till 1935. Han var åter inrikesminister augusti 1931 till oktober 1932 och fungerade som ledare för resterna av det splittrade partiet. År 1937 fick han som viscount plats i överhuset.